# تپه آغچه خرابه سیدان
تپه آغچه خرابه سیدان مربوط به سده‌های اولیه، میانه و متأخر دوران‌های تاریخی پس از اسلام است و در شهرستان همدان، بخش مرکز ی، دهستان هگمتانه، چسبیده به ضلع جنوبی روستای آغچه خرابه واقع شده و این اثر در تاریخ ۶ اسفند ۱۳۸۵ با شمارهٔ ثبت ۱۷۴۵۲ به‌عنوان یکی از آثار ملی ایران به ثبت رسیده است.